# والتر هاريسون
والتر هاريسون (بالإنجليزية: Walter Harrison)‏ (16 يناير 1923 في المملكة المتحدة - 1 يناير 1979) هو لاعب كرة قدم بريطاني (وحمل سابقاً جنسية المملكة المتحدة لبريطانيا العظمى وأيرلندا) في مركز نصف الجناح. لعب مع ليستر سيتي ونادي تشيسترفيلد وCoalville Town F.C. ‏ ونادي كوربي تاون.